# Evian
Evian (pronunție în franceză [evjɑ̃]) este o marcă de apă minerală care provine din mai multe surse de lângă Évian-les-Bains, pe țărmul de sud al lacului Geneva. Este cunoscută printre celebritățile de la Hollywood.